# 暁 〜AKATSUKI〜
暁〜AKATSUKI〜（あかつき）は、日本のプロレス団体DRAGON GATEで活動していたユニットである。

## 概要
2012年2月9日後楽園大会にて行われたJUNCTION THREEとBlood WARRIORSの解散・コントラ・解散マッチに敗れ、鷹木信悟とYAMATOが所属していたJIIIが解散となり、無所属となる。
3月25日和歌山大会、鷹木信悟とYAMATOがジミー・ススム&ジミー・カゲトラが保持するオープン・ザ・ツインゲート統一タッグ王座に挑戦したが、最後は鷹木がススムのジャンボの勝ち!固めで敗れる。
4月19日神戸大会、鷹木信悟&YAMATOに富永千浩、超神龍を加え「暁 〜AKATSUKI〜」を結成した。
7月22日年に1度の神戸ワールド記念ホール大会、ジミーズのジミー・ススムとジミー・カゲトラが保持するオープン・ザ・ツインゲート統一タッグ王座に鷹木信悟とYAMATOが挑戦し、ラストファルコンリーで鷹木がススムから3カウントを奪い、同王座を奪取した。なお、暁としてこれが初のタイトル獲得となった。
8月22日後楽園ホール大会でYAMATOが、12月23日福岡大会で鷹木信悟がCIMAの保持するオープン・ザ・ドリームゲート王座に挑戦したが、共にメテオラで敗れた。
2013年6月16日富永・三代目超神龍の成長が期待できないことやこれに関する鷹木との対立から、YAMATOが脱退。
7月21日神戸ワールド記念ホール大会でCIMAが保持するオープン・ザ・ドリームゲート王座へ挑戦（2回目）しラストファルコンリーで同王座を獲得。
8月1日後楽園ホール大会でMAD BLANKEYとの解散マッチを行い、この試合に敗北「暁」は解散となった。

## 特徴
メンバーは4名で、一見鷹木・YAMATOがずば抜けているように見えるが、大将の鷹木曰く「横一線」とのこと。富永や三代目超神龍の成長が期待されるところである。
かつてのユニットKAMIKAZEとは別。

## メンバー
- 鷹木信悟（リーダー）
- サイバー・コング
- 三代目超神龍
- 富永千浩

## 元メンバー
- YAMATO（2013年6月16日脱退）

## タイトル歴
- オープン・ザ・ドリームゲート王座

第15代：鷹木信悟
（2013年7月21日獲得/解散時防衛0回）
- オープン・ザ・ツインゲート統一タッグ王座

第22代：鷹木信悟&YAMATO
（2012年7月22日獲得、2012年9月23日陥落/防衛1回）
第25代：鷹木信悟&YAMATO
（2013年5月5日獲得、2013年6月15日陥落/防衛1回）